# Cúp quốc gia Scotland 1994–95
Cúp quốc gia Scotland 1994–95 là mùa giải thứ 110 của giải đấu bóng đá loại trực tiếp uy tín nhất Scotland. Chức vô địch thuộc về Celtic khi đánh bại Airdrieonians trong trận Chung kết.

## Vòng Một
| Đội nhà           | Tỉ số | Đội khách              |
| ----------------- | ----- | ---------------------- |
| Albion Rovers (4) | 2 – 5 | Montrose (4)           |
| Dumbarton (3)     | 3 – 3 | Stirling Albion (3)    |
| Inverness CT (4)  | 1 – 2 | Queen of the South (3) |
| Stenhousemuir (3) | 3 – 0 | East Stirlingshire (4) |

### Đấu lại
| Đội nhà             | Tỉ số | Đội khách     |
| ------------------- | ----- | ------------- |
| Stirling Albion (3) | 3 – 0 | Dumbarton (3) |

## Vòng Hai
| Đội nhà                   | Tỉ số | Đội khách                   |
| ------------------------- | ----- | --------------------------- |
| Queen’s Park (4)          | 2 – 2 | Greenock Morton (3)         |
| Alloa Athletic (4)        | 2 – 3 | Ross County (4)             |
| Brechin City (3)          | 2 – 3 | Stirling Albion (3)         |
| Buckie Thistle (HL)       | 1 – 4 | Berwick Rangers (3)         |
| Burntisland Shipyard (AM) | 6 – 2 | St Cuthbert Wanderers (SSL) |
| Cove Rangers (HL)         | 2 – 1 | Cowdenbeath (4)             |
| Forfar Athletic (4)       | 0 – 1 | Meadowbank Thistle (3)      |
| Gala Fairydean (ESL)      | 2 – 6 | East Fife (3)               |
| Keith (HL)                | 2 – 2 | Huntly (HL)                 |
| Queen of the South (3)    | 0 – 2 | Clyde (3)                   |
| Stenhousemuir (3)         | 4 – 0 | Arbroath (4)                |
| Whitehill Welfare (ESL)   | 0 – 0 | Montrose (4)                |

### Đấu lại
| Đội nhà             | Tỉ số | Đội khách               |
| ------------------- | ----- | ----------------------- |
| Greenock Morton (3) | 2 – 1 | Queen’s Park (4)        |
| Huntly (HL)         | 3 – 1 | Keith (HL)              |
| Montrose (4)        | 5 – 2 | Whitehill Welfare (ESL) |

## Vòng Ba
| Đội nhà                 | Tỉ số | Đội khách                 |
| ----------------------- | ----- | ------------------------- |
| Falkirk (1)             | 0 – 2 | Motherwell (1)            |
| Hamilton Academical (2) | 1 – 3 | Rangers (1)               |
| Meadowbank Thistle (3)  | 1 – 1 | Berwick Rangers (3)       |
| Clydebank (2)           | 1 – 1 | Hearts (1)                |
| East Fife (3)           | 1 – 0 | Ross County (4)           |
| Stirling Albion (3)     | 1 – 2 | Airdrieonians (2)         |
| St Johnstone (2)        | 1 – 1 | Stenhousemuir (3)         |
| Dundee (2)              | 2 – 1 | Partick Thistle (1)       |
| Aberdeen (1)            | 1 – 0 | Stranraer (2)             |
| Celtic (1)              | 2 – 0 | St Mirren (2)             |
| Cove Rangers (HL)       | 0 – 4 | Dunfermline Athletic (2)  |
| Dundee United (1)       | 0 – 0 | Clyde (3)                 |
| Huntly (NL)             | 7 – 0 | Burntisland Shipyard (NL) |
| Kilmarnock (1)          | 0 – 0 | Greenock Morton (3)       |
| Montrose (4)            | 0 – 2 | Hibernian (1)             |
| Raith Rovers (2)        | 1 – 0 | Ayr United (2)            |

### Đấu lại
| Đội nhà             | Tỉ số              | Đội khách              |
| ------------------- | ------------------ | ---------------------- |
| Berwick Rangers (3) | 3 – 3 (6 – 7 pen.) | Meadowbank Thistle (3) |
| Clyde (3)           | 1 – 5              | Dundee United (1)      |
| Hearts (1)          | 2 – 1              | Clydebank (2)          |
| Stenhousemuir (3)   | 4 – 0              | St Johnstone (2)       |
| Greenock Morton (3) | 1 – 2              | Kilmarnock (1)         |

## Vòng Bốn
| Đội nhà           | Tỉ số | Đội khách                |
| ----------------- | ----- | ------------------------ |
| Hearts (1)        | 4 – 2 | Rangers (1)              |
| Airdrieonians (2) | 2 – 0 | Dunfermline Athletic (2) |
| Celtic (1)        | 3 – 0 | Meadowbank Thistle (3)   |
| Dundee (2)        | 1 – 2 | Raith Rovers (2)         |
| Hibernian (1)     | 2 – 0 | Motherwell (1)           |
| Huntly (NL)       | 1 – 3 | Dundee United (1)        |
| Kilmarnock (1)    | 4 – 0 | East Fife (3)            |
| Stenhousemuir (3) | 2 – 0 | Aberdeen (1)             |

## Tứ kết
| Đội nhà           | Tỉ số | Đội khách         |
| ----------------- | ----- | ----------------- |
| Hearts (1)        | 2 – 1 | Dundee United (1) |
| Raith Rovers (2)  | 1 – 4 | Airdrieonians (2) |
| Stenhousemuir (3) | 0 – 4 | Hibernian (1)     |
| Celtic (1)        | 1 – 0 | Kilmarnock (1)    |

## Bán kết
| Hibernian | 0 – 0 | Celtic |
| --------- | ----- | ------ |
|           |       |        |

| Airdrieonians    | 1 – 0 | Hearts |
| ---------------- | ----- | ------ |
| Steve Cooper 30' |       |        |

### Đấu lại
| Hibernian | 1 – 3 | Celtic |
| --------- | ----- | ------ |
|           |       |        |

## Chung kết
| Celtic               | 1 – 0 | Airdrieonians |
| -------------------- | ----- | ------------- |
| Pierre van Hooijdonk |       |               |